# دیون فریس
دیون فریس (انگلیسی: Dionne Farris؛ زادهٔ ۴ دسامبر ۱۹۶۹) موسیقی‌دان اهل ایالات متحده آمریکا است. وی از سال ۱۹۹۲ میلادی تاکنون مشغول فعالیت بوده‌است.